# Combade
Combade – rzeka we Francji, przepływająca przez tereny departamentów Corrèze i Haute-Vienne, o długości 40,8 km. Stanowi dopływ rzeki Vienne.